# Edward Penfield
Edward Penfield (Brooklyn, 1866 - Beacon, 1925) fou un cartellista, il·lustrador i decorador estatunidenc.
Estudià a l'Art Student's League de Nova York. A la seva producció inicial és visible la influència de Steinlein. De 1981 fins a 1901 fou director artístic de la revista Harpers and Brothers, a la qual es dedicà amb exclusivitat entre 1893 i 1899. Col·laborà com il·lustrador a les revistes Collier's, Outing i Scribner's. Al Museu Nacional d'Art de Catalunya es conserven obres seves.

## Galeria

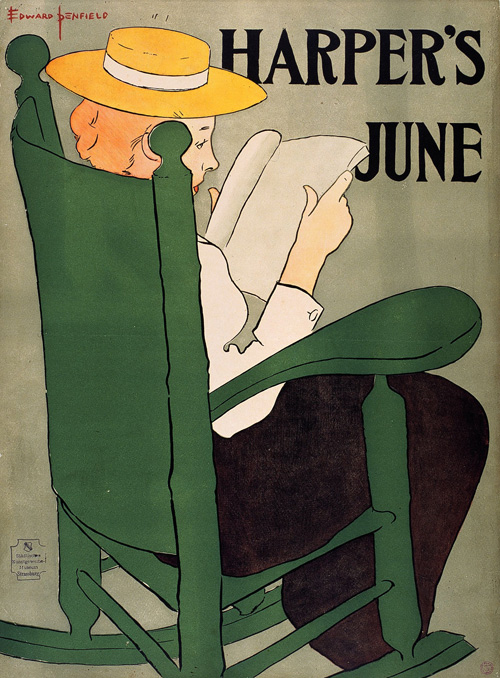
Harper's Magazine, 1896
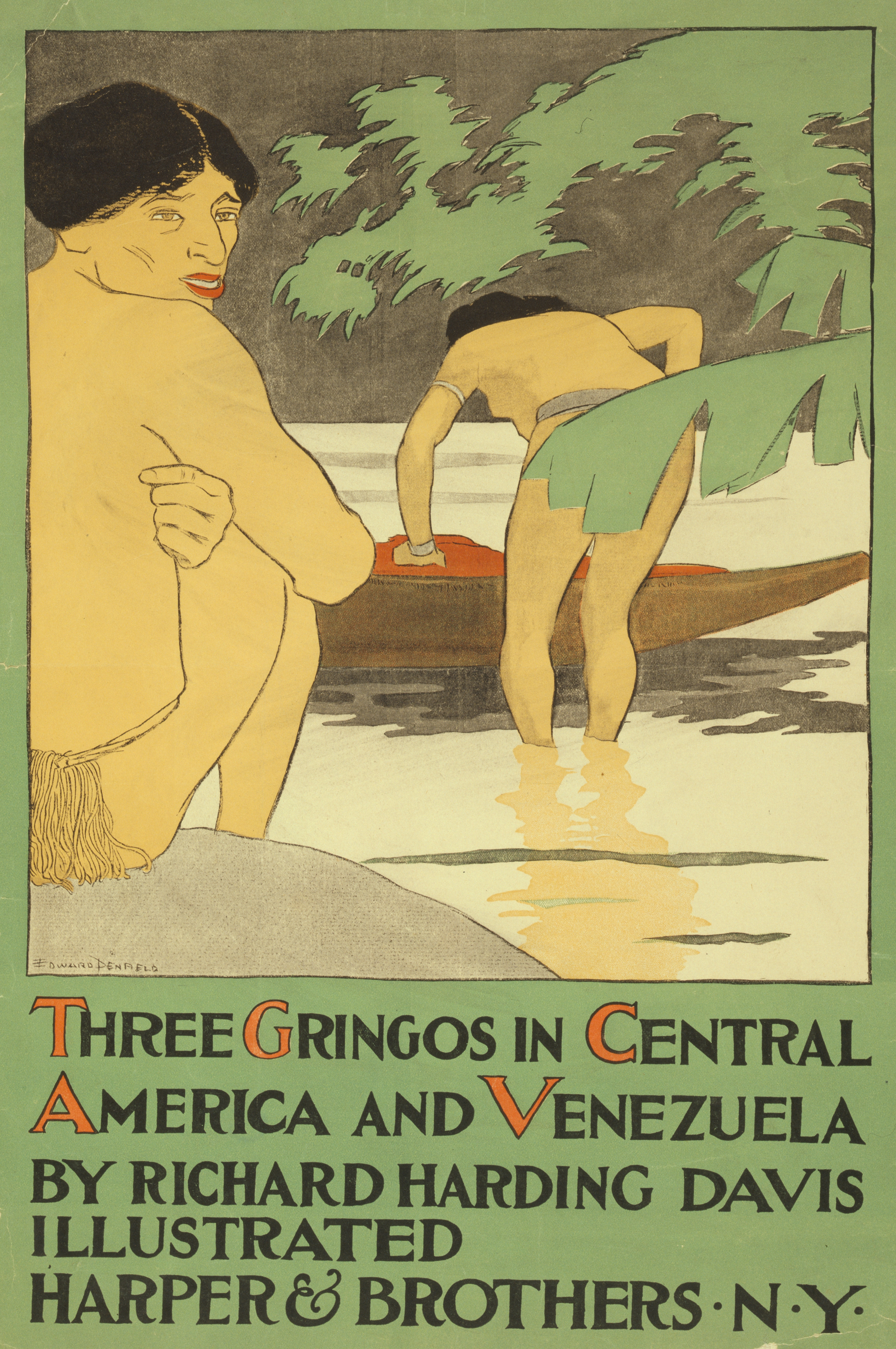
Three Gringos per Richard Harding Davis, 1896
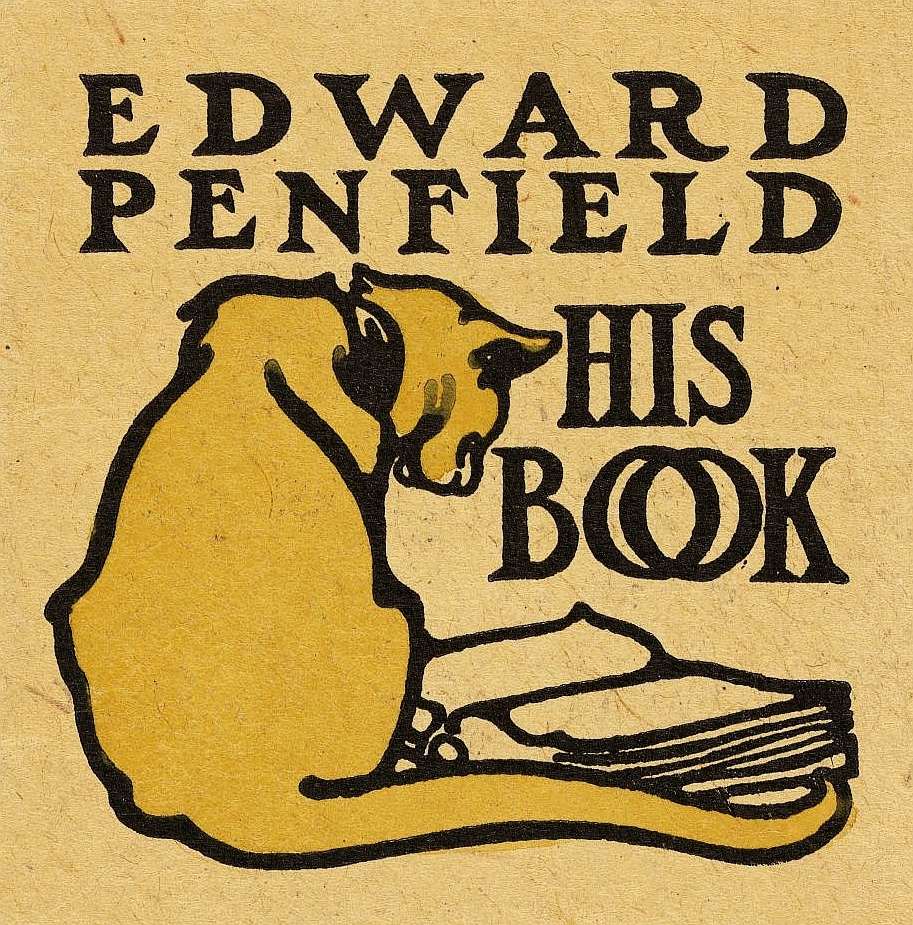
Exlibris
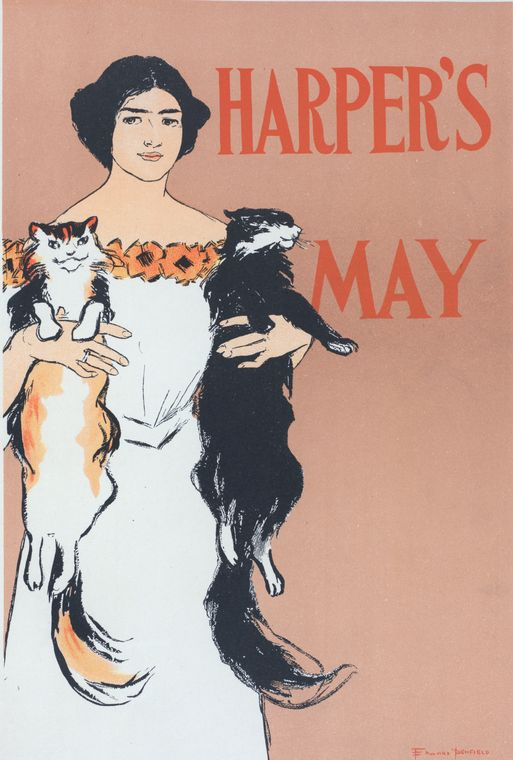
Harper's Magazine,1897